# RPG-40手榴弾

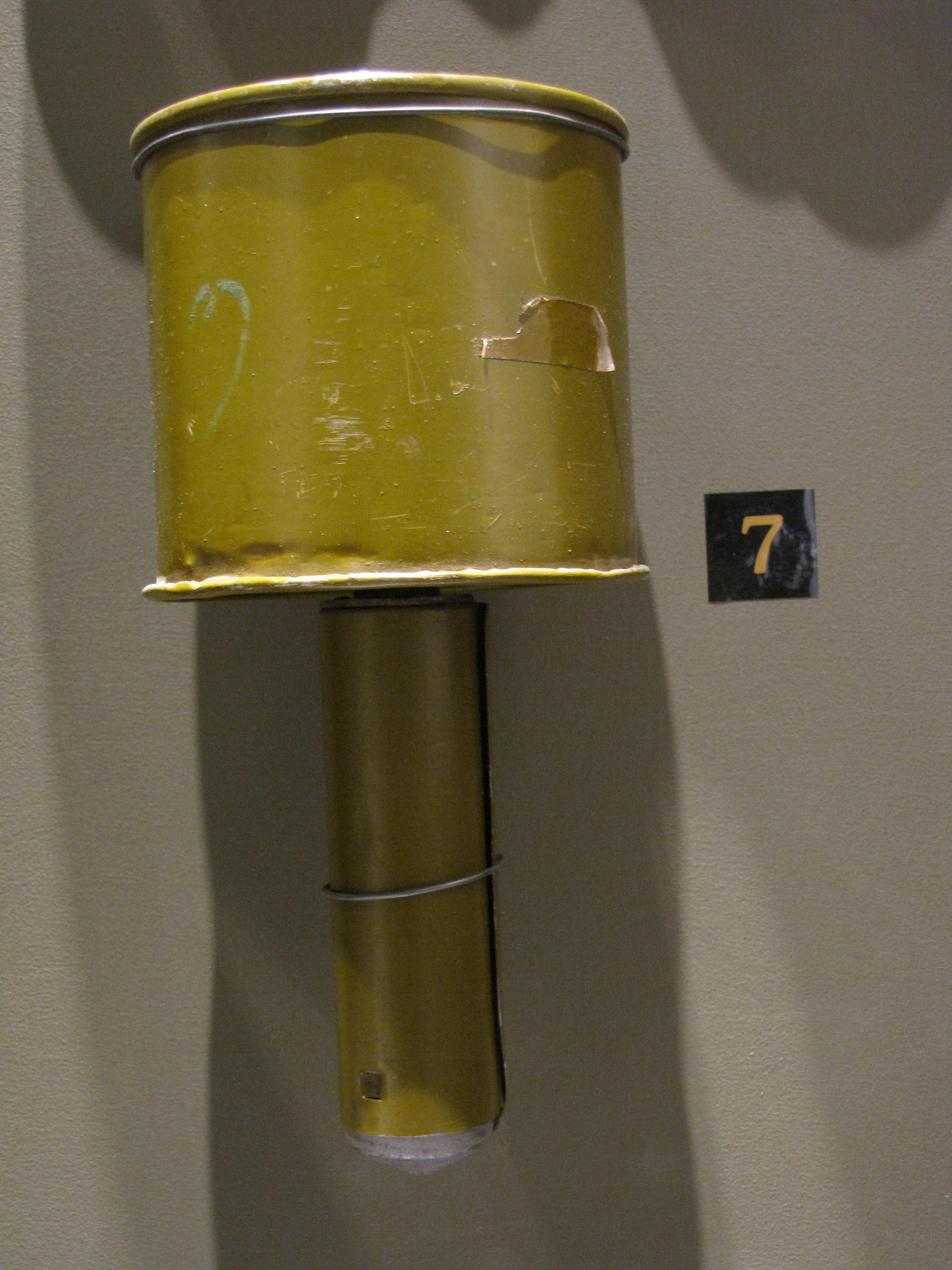

RPG-40手榴弾（ロシア語：РПГ-40）は、1940年にソビエト連邦で開発された対戦車手榴弾（対戦車擲弾）。
第二次世界大戦（大祖国戦争）で使用され、装甲車や軽戦車には効果があったが、ドイツ軍が使用するIV号戦車、V号戦車パンターといった中戦車には威力不足なため、1943年には後継としRPG-43手榴弾が開発された。第二次大戦後には、ワルシャワ条約機構軍も使用した。

## スペック
- 重量：1,200g
- 直径：213mm
- 全長：95mm
- 炸薬：TNT
- 炸薬重量：760g
- 信管：遅延信管